# Ctimene obnubilata
Ctimene obnubilata är en fjärilsart som beskrevs av W. Warren 1898. Ctimene obnubilata ingår i släktet Ctimene och familjen mätare. Inga underarter finns listade i Catalogue of Life.